# 금색

금색(金色) 또는 황금색(黃金色)은 금의 색깔과 비슷한 색이라 이러한 이름이 붙여졌다.
이 색상은 금의 색깔과 비슷한 색이라 이러한 이름이 붙여졌으며, 빛에 비추어 보면 노랑과 비슷한 색이 나타난다. 금메달에 사용되며, 서울 지하철 9호선과 김포 도시철도의 고유색이 금색이다. (9호선의 별명이 '골드라인'이 된 것도 이 때문이다.) 일본에서는 도쿄 지하철 유라쿠초 선에 사용되므로, 큐슈 신칸센의 열차 등급인 미즈호(벼이삭의 일본어로, 풍년 농사를 기원하는 의미)로 사용한다. UCLA 등 많은 대학교가 사용하는 상징 색이기도 하다.